# Бенедикт Уелс
Бенедикт Уелс (на немски: Benedict Wells) е германски писател, роден през 1984 г. в Мюнхен, Германия.

## Биография
Започва да учи на 6 години и до завърването си през 2003 г. сменя три различни пансиона в Бавария. Следването си продължава в Берлин, но скоро прекъсва и се отдава на писане. Първо е публикуван неговият втори роман „Последното лято на Бек“ през 2008 г., който впоследствие е филмиран през 2015 г. За кратко след 2010 г. живее в Барселона, но се завръща и установява в германската столица.
Романът му „Краят на самотата“ излиза през 2016 г. и печели наградата за литература на Европейския съюз.
Книгите му са преведени на 27 езика.

## Семейство
Бенедикс Уелс е роден под името Бенедикт фон Ширах от известната баварска фамилия Ширах, от която произлизат Фердинанд фон Ширах и Ариадне фон Ширах. Дядо му Балдур фон Ширах е един от подсъдимите по време на Нюрнбергския процес, където е признат за виновен. 
Фамилията Уелс не е псевдоним, а той официално я сменя преди излизането на първия си роман.
Майка му е от Швейцария и поради тази причина има двойно гражданство.

## Награди
- Награда за литература на Европейския съюз, 2016 г.[4]